# Lac Buenos Aires/General Carrera
Pour les articles homonymes, voir Carrera.
Le lac Buenos Aires/General Carrera se trouve en Patagonie, à la frontière entre l'Argentine et le Chili. En Argentine, il porte le nom de lago Buenos Aires, tandis qu'au Chili il se nomme lago General Carrera. Les deux noms sont acceptés au niveau international[réf. nécessaire].

## Description

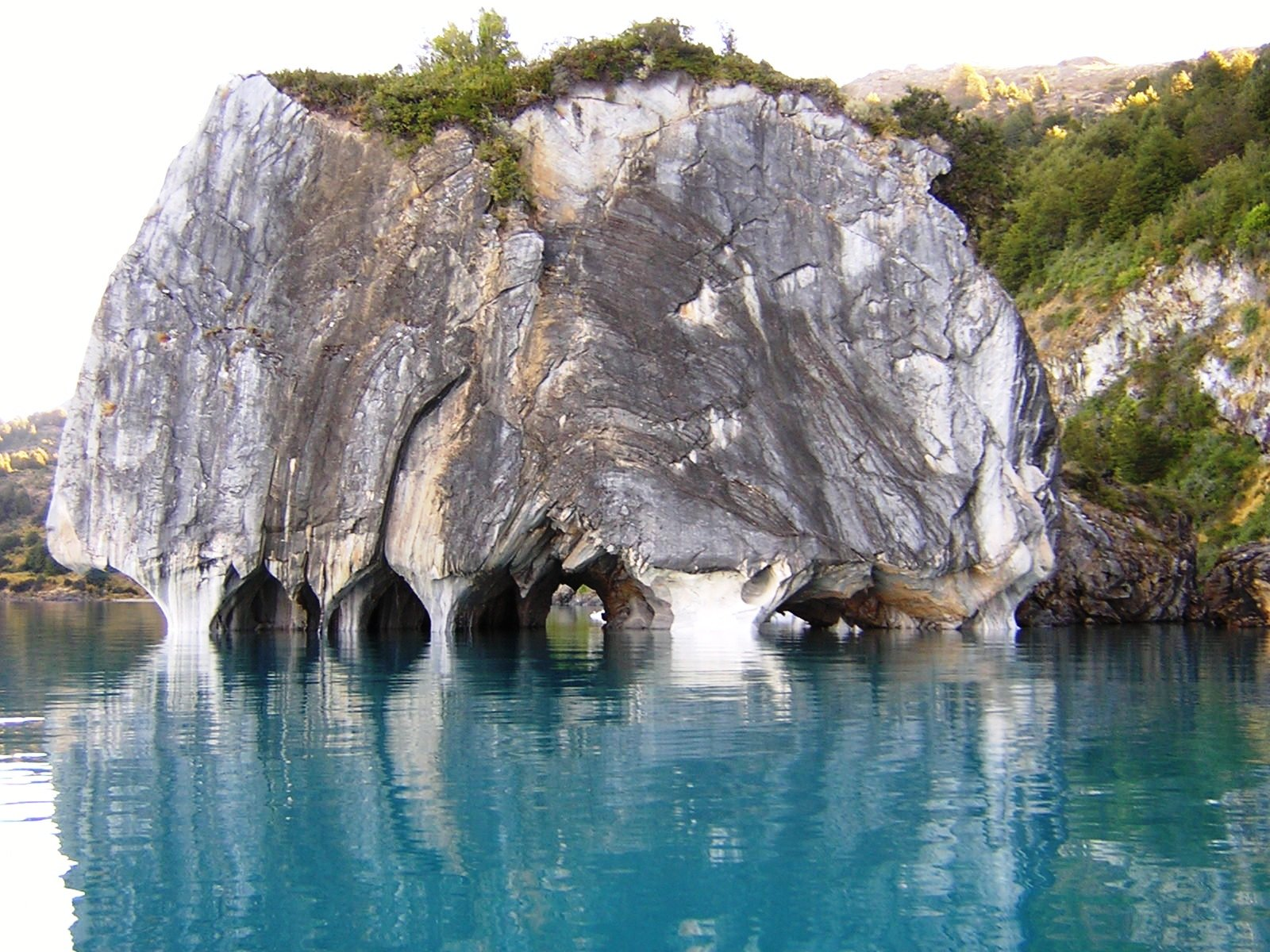
La Cathédrale de Marbre.

Avec une superficie de 1 850 km2, c'est le deuxième lac d'Amérique du Sud après le lac Titicaca. La partie chilienne couvre 970 km2 dans la XIe région Aisén del General Carlos Ibáñez del Campo, les 880 km2 restant appartenant à la province argentine de Santa Cruz. De ce fait, le lac est le plus grand du Chili et le quatrième de l'Argentine. Il a une profondeur maximale de 590 mètres[réf. nécessaire].
Côté chilien, le lac est profondément encaissé. Le versant sud est particulièrement abrupt. Côté argentin par contre, il s'étale sur un plateau qui est le début de la Pampa. Au sud-est du lac, en territoire argentin, s'étend la Meseta del Lago Buenos Aires, vaste haut-plateau constellé d'anciens cônes volcaniques et de multiples plans d'eau, et centré sur la lagune del Sello.

## Émissaire du lac
Le lac, ancienne cuvette glaciaire, entouré au nord comme au sud par la cordillère des Andes déverse ses eaux dans l'océan Pacifique par le biais du lac Bertrand puis du río Baker, son émissaire. Jadis, il présentait un émissaire du côté oriental qui se jetait dans le río Deseado, lui-même tributaire de l'océan Atlantique[Quoi ?]. À la fin du XIXe siècle, un petit affluent oriental (argentin) du lac appelé río Fénix Chico, fut dévié artificiellement et partiellement vers le río Deseado, ses eaux empruntant le lit de l'ancien émissaire oriental du lac. Cette déviation se situe au niveau de la ville actuelle de Perito Moreno.

## Activité humaine
Le climat tout autour est froid, ce qui rend difficile l'installation d'établissements humains. Cela n'a nullement empêché la création de diverses bourgades sur ses rives. C'est dû au fait que celles-ci possèdent un microclimat assez doux, comme souvent près des grandes masses d'eau.
C'est le cas des localités de Puerto Ingeniero Ibáñez sur la rive nord, et Chile Chico sur la rive sud, toutes deux en territoire chilien. Du côté argentin, on trouve le bourg de Los Antiguos, voisin de Chile Chico, qui est le plus ancien de la zone, tandis que la ville de Perito Moreno, se trouve à quelques kilomètres à l'est du lac, à l'intérieur des terres.

## Histoire
Les côtes chiliennes du lac ont commencé à être habitées en 1909 par une population créole ou européenne venue par l'Argentine. Ces colons développèrent l'élevage ovin. Mais en 1917, commence un conflit (Guerra de Chile Chico) entre les entreprises d'élevage et les colons. Ces derniers furent expulsés de leurs terres. Puis grâce à l'intervention de la Force publique, ils purent se réinstaller, réclamant des terres et des concessions au gouvernement de Santiago. Un bac fut mis en service en 1925 pour relier Chile Chico à Puerto Ibanez qui était lui-même relié  par un chemin à Coihaique. Le bourg de Chile Chico fut reconnu officiellement par le Chili en 1931. Cependant, il dépendra de l'Argentine pour son commerce jusqu'en 1952, date de la construction d'une piste carrossable entre Coihaique et Puerto Ibanez. En 1988, est inauguré le tronçon de la Carretera Austral qui contourne le lac par le nord puis par l'ouest entre Puerto Tranquilo et El Cruce El Maiten. En 1991, une piste fut creusée à flanc de montagne sur la rive sud reliant Chile Chico à El Cruce El Maiten et donc à la Carretera Austral, ce qui a permis de désenclaver complètement Chile Chico et de connecter par la route le Chili à l'Argentine.
En 1971 et 1991, les éruptions du volcan Hudson provoquent des dégâts dans la région. Ce volcan se trouve au nord-ouest du lac et à une altitude de 2 600 mètres.
Le côté argentin était d'accès relativement facile étant donné le relief en plateau (Pampa) et la présence d'une très vieille piste utilisée par les indiens Tehuelches. Grâce à celle-ci, en 1880, le géographe argentin Carlos Moyano découvrit le lac et cartographia la région. Dans les années 1930, cette piste fut reliée à la route nationale argentine RN 40 qui passe par la ville de Perito Moreno. Aujourd'hui, Los Antiguos, la ville frontalière argentine est reliée par une large route en macadam à Perito Moreno et à la côte atlantique (Comodoro Rivadavia et Puerto Deseado). Mais du côté chilien par contre, cette région fut longtemps isolée du reste du pays à cause du relief très montagneux.
Autrefois, en plus de l'élevage ovin, des mines de cuivre, de plomb et de zinc assuraient la prospérité de la région.

Chile Chico jouit d'un microclimat chaud et sec en été. On y cultive aujourd'hui de nombreuses variétés de fruits et de légumes. Le tourisme se développe. Beaucoup d'Argentins viennent passer leurs week-ends et leurs vacances sur cette riviera facile d'accès par les routes asphaltées côté argentin.

## Tourisme
Le lac est renommé pour sa Catedral de Mármol (« Cathédrale de Marbre »), un rocher situé en son milieu (en territoire chilien) et composé de roches de tons blancs et marbre.
Le lac est également fréquenté par les amateurs de pêche sportive du fait de son abondance en poissons, comme les truites et autres salmonidés.